# Jánska dolina
Jánska dolina – dolina walna w Niżnych Tatrach na Słowacji. Znajduje się w zachodniej (tzw. dziumbierskiej) części Niżnych Tatr, po północnej stronie ich głównego grzbietu, w całości w granicach powiatu Liptowski Mikułasz.

## Topografia
Górą podchodzi pod główną grań Niżnych Tatr na odcinku od szczytu Krúpova hoľa (1922 m) po przełęcz Bocianske sedlo na wschodnim grzbiecie Králički. Zachodnie ograniczenie doliny tworzy północny grzbiet Krupowej Hali biegnący przez szczyty i przełęcze Prašivá, Tanečnica, przełęcz Javorie, Krakova hoľa, Sedlo Pod Kúpeľom, Kúpeľ, Poludnica, sedlo Rakytovica i Javorovica. Ograniczenie wschodnie tworzy odchodzący od przełęczy Bocianské sedlo w północnym kierunku grzbiet ze szczytami i przełęczami: Rovná hoľa, Svidovské sedlo, Ohnište, Michalovské sedlo, Slemä, Stanišovské sedlo, Brtkovica, Smrekovica, Víslavce, Kaštielské lazy. Dnem doliny spływa potok Štiavnica zasilany przez liczne potoki spływające z obydwu zboczy doliny. Niektóre z nich wcięły się w zbocza, tworząc większe boczne dolinki. Największe z nich to: Biela, Bystrá, Ludarov potok, Červeny jarok, Stanišovsky potok. Boczne dolinki to: Široká, Balcova dolina, Bielo, Hlbokô, Ludarová dolina, Štiavnica, Špatná, Stanišovská dolina, Gašparovska dolina, Divadelná dolina.

## Opis doliny
Pod względem geologicznym Jánska dolina składa się z części górnej zbudowanej z granitów, oraz części dolnej, wapiennej. W części wapiennej silnie rozwinięte są zjawiska krasowe. Znajduje się tutaj ponad 120 jaskiń o łącznej długości korytarzy wynoszącej około 150 km. M.in. w dolinie znajduje się w jedna z najdawniej znanych jaskiń Liptowa i całej Słowacji, Jaskinia Staniszowska. Z kolei w masywie Krakowej Hali kryją się głęboki na 495 m System Jaskiń Hipmana, najgłębszy w Niżnych Tatrach oraz Jaskyňa zlomísk, o długości korytarzy blisko 11 km.
Cała dolina (z wyjątkiem niewielkiego wycinka przy wylocie) znajduje się w obrębie Parku Narodowego Niżne Tatry, ponadto niektóre jej części podlegają dodatkowej, jeszcze ściślejszej ochronie. Są to wydzielone rezerwaty przyrody: Jánska dolina, Dziumbier oraz Ohnište.
Dolna część doliny jest silnie zagospodarowana. Znajdują się w niej hotele, restauracje i infrastruktura narciarska; wyciągi narciarskie, wypożyczalnie sprzętu narciarskiego. Jest to centrum narciarskie Liptovský Ján – Ski Javorovica. Samochodem można dojechać do dużego parkingu naprzeciwko hotelu „Bystrá”. Nieco powyżej asfaltowa droga rozgałęzia się; odcinek po orograficznie prawej stronie potoku Štiavnica prowadzi do ośrodka hotelowo-rekreacyjnego „Alexandra” i kompleksu prywatnych chat, asfaltowany odcinek po lewej stronie potoku przekształcono na drogę rowerową.
W dolinie znajdują się dwa pomniki upamiętniające partyzantów słowackiego powstania narodowego.

## Turystyka i narciarstwo
U wylotu doliny znajduje się centrum narciarskie Liptovský Ján – Ski Javorovica. Dolina jest udostępniona turystycznie. Na całej długości doliny prowadzi niebieski szlak wyprowadzający na główną grań (do schroniska Štefanika). Odchodzą od niego 4 szlaki łącznikowe, wyprowadzające na boczne grzbiety otaczające dolinę. Przez dolinę prowadzi także trasa rowerowa.

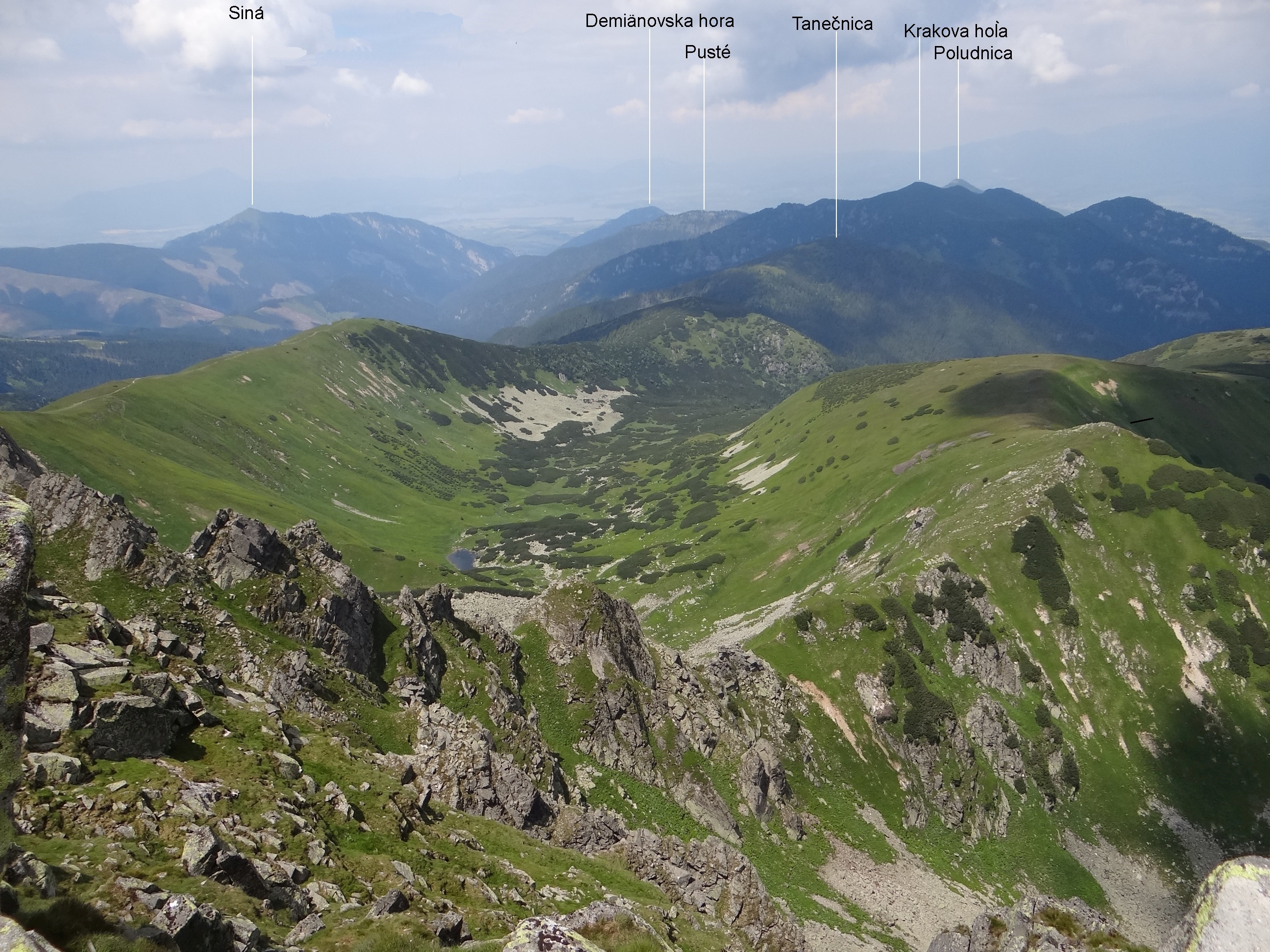
Górna część doliny potoku Bystrá. Widok z Dziumbiera
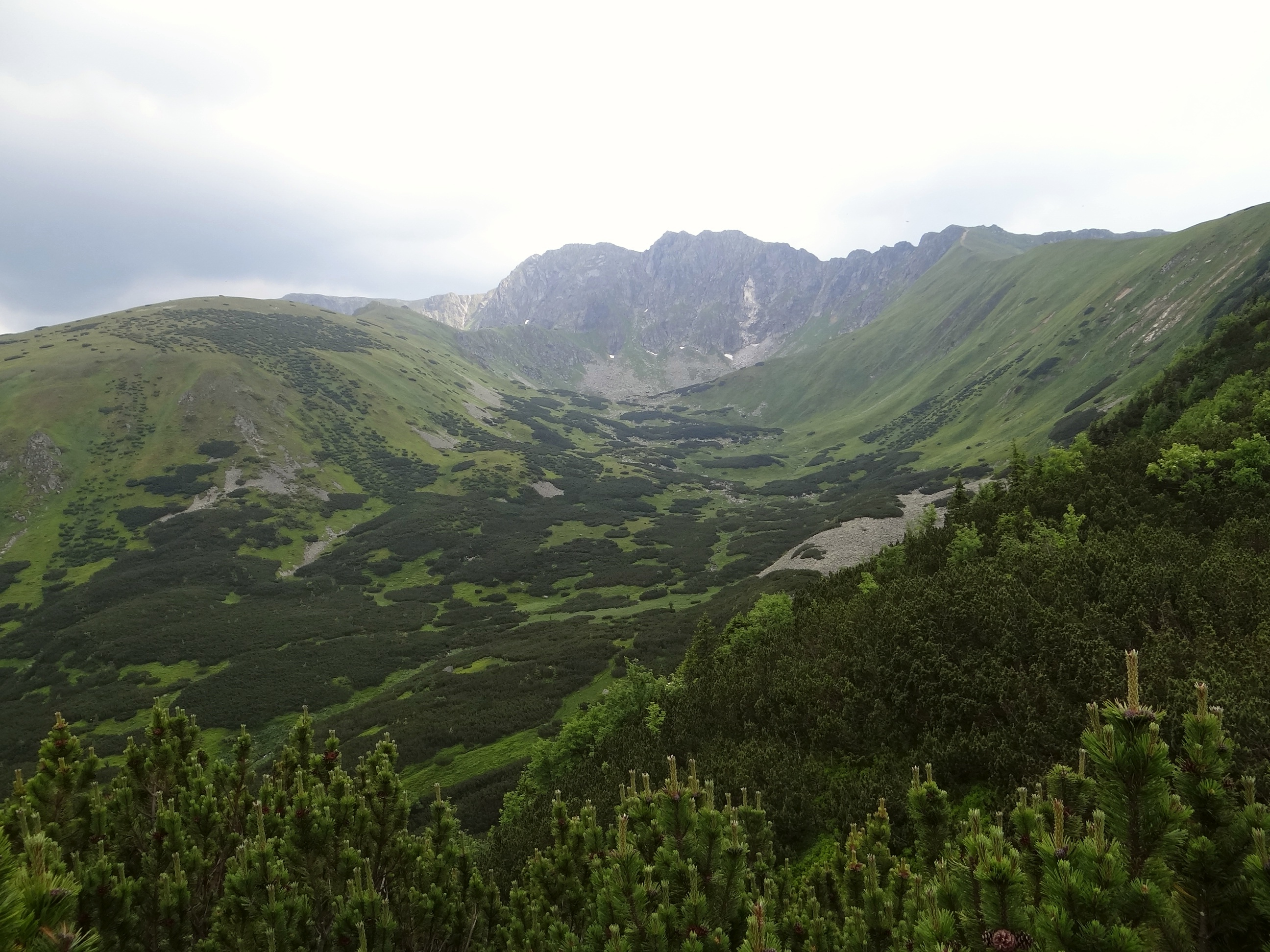
Górna część doliny potoku Bystrá
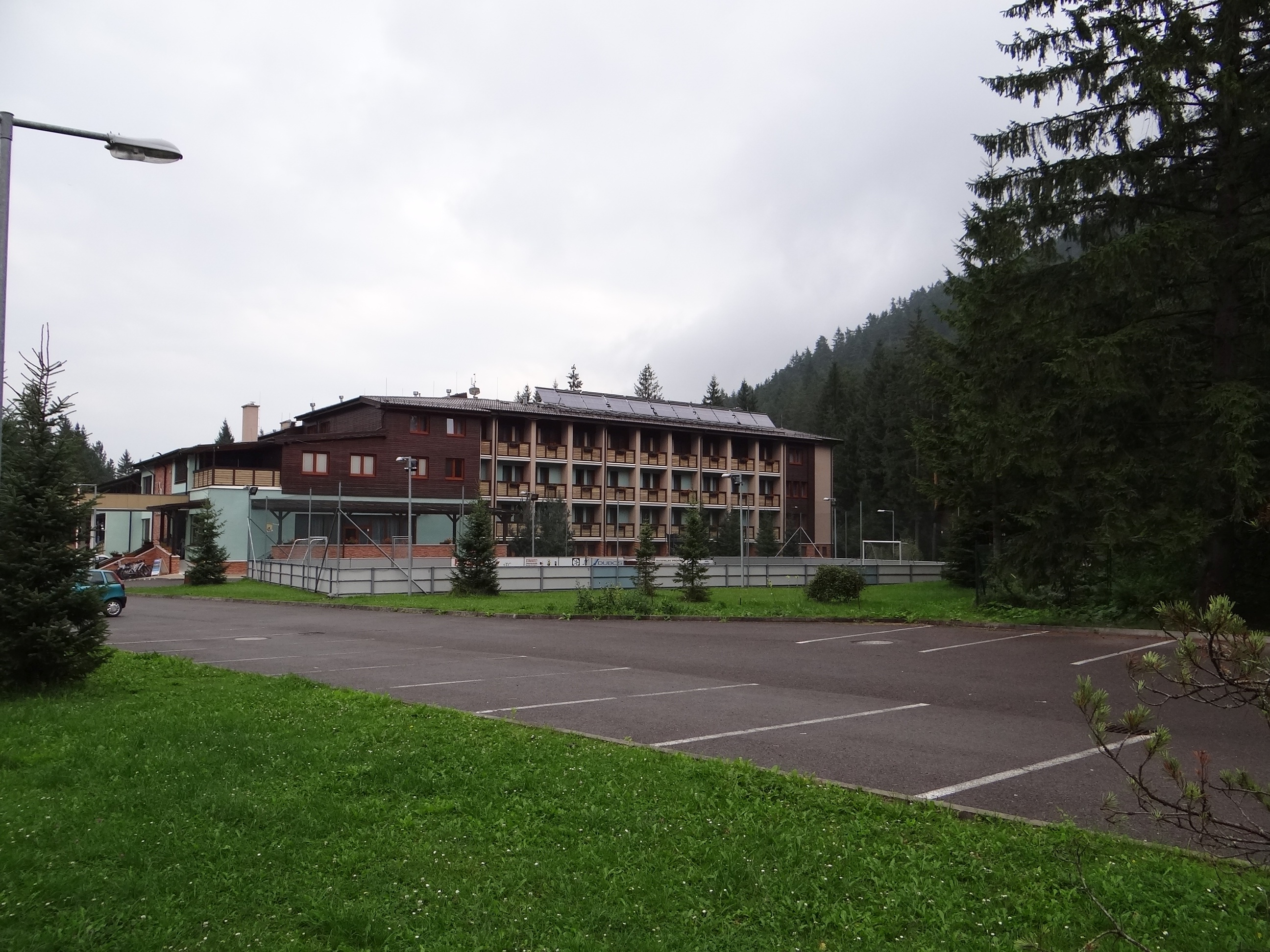
Hotel Alexandra
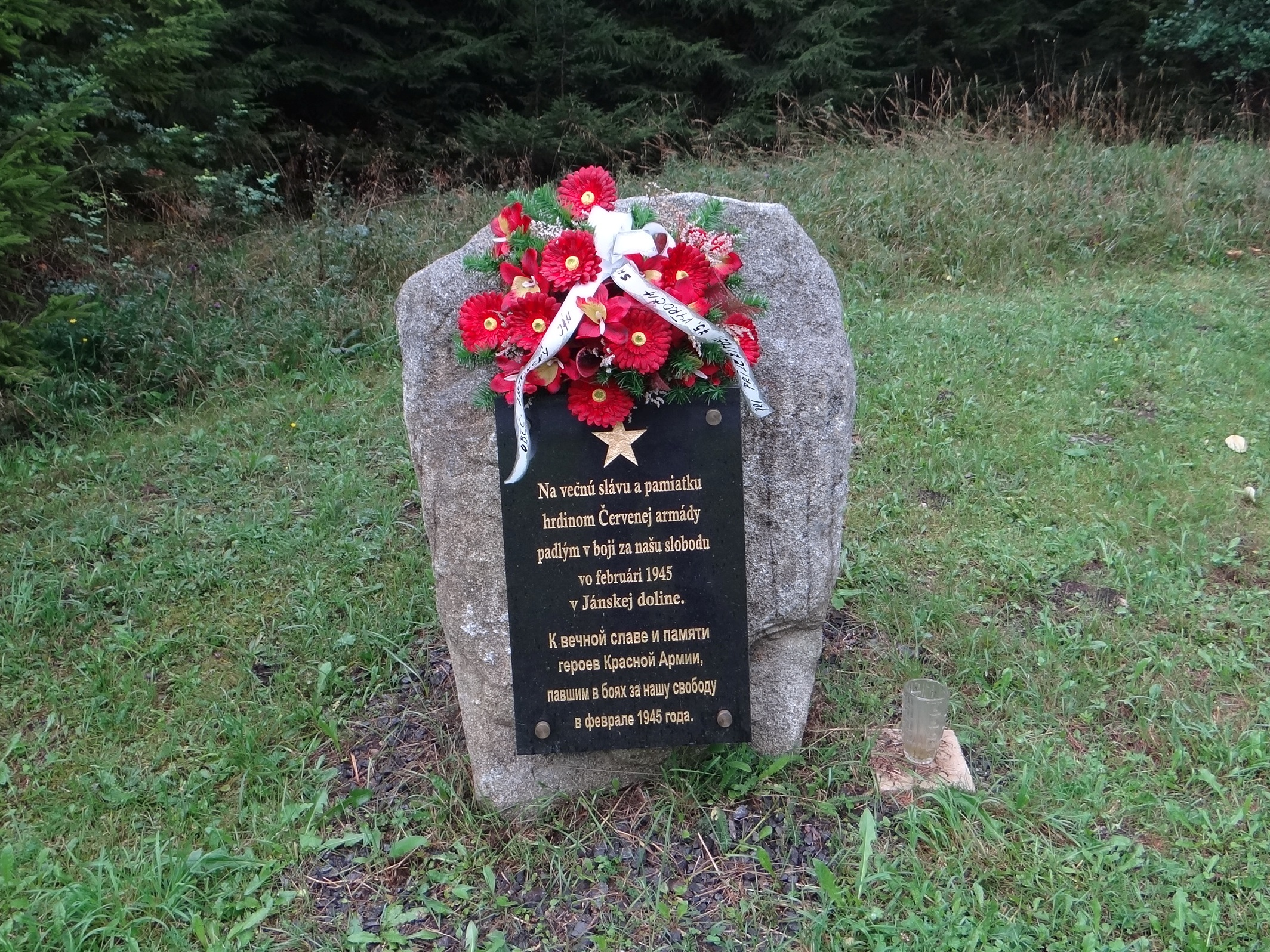
Pomnik partyzantów SNP
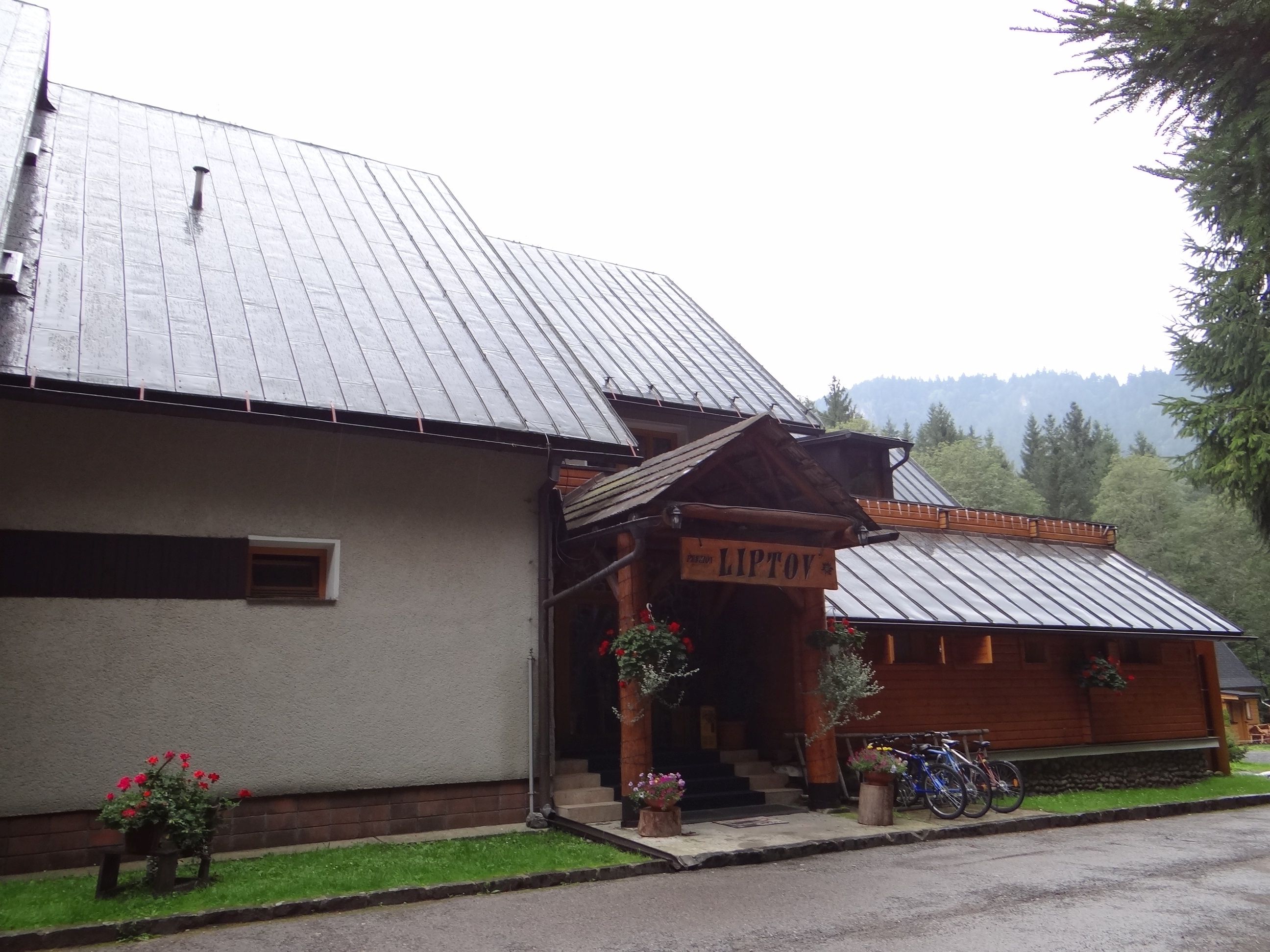
Chata Liptov
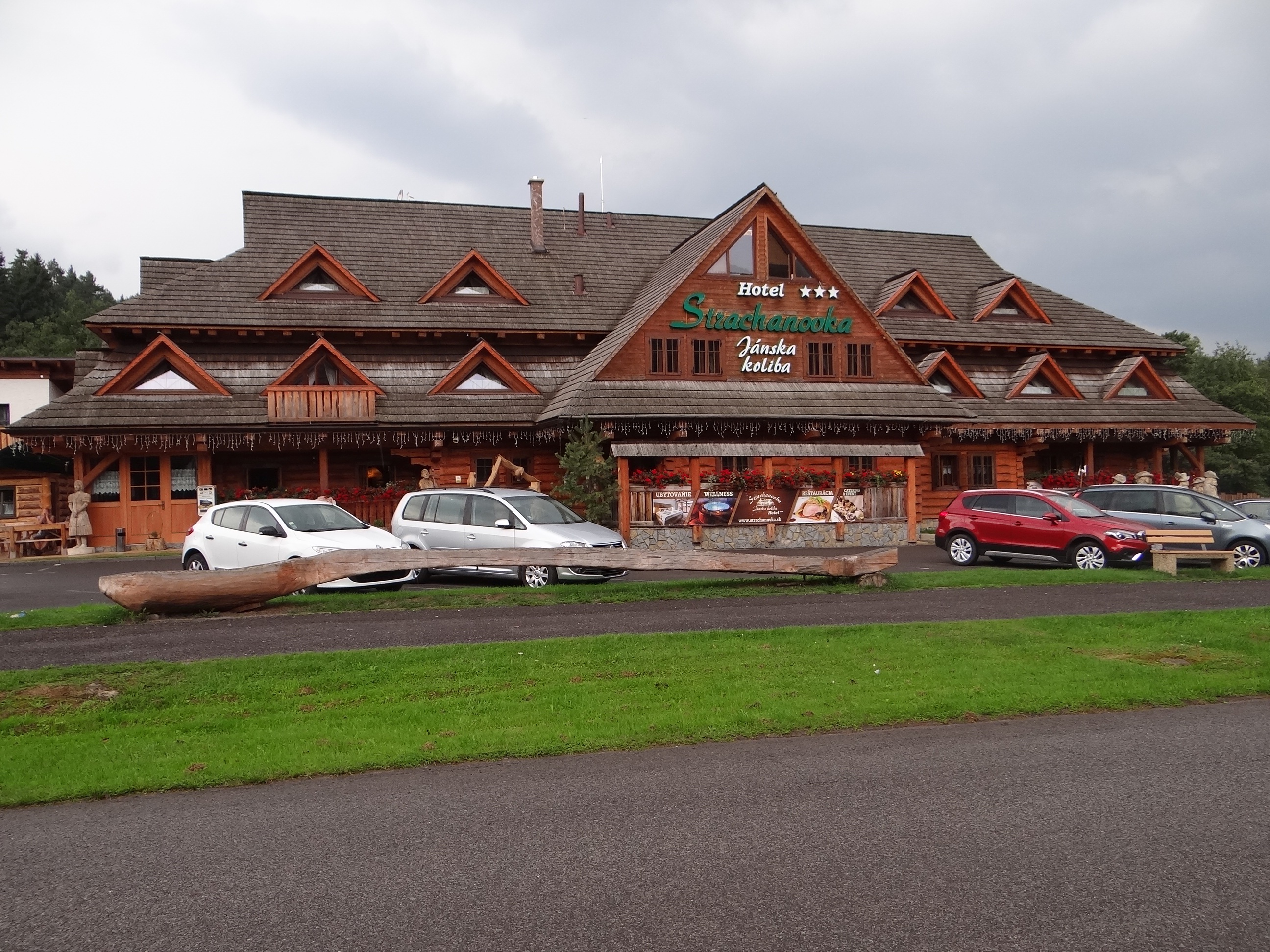
Jánska koliba
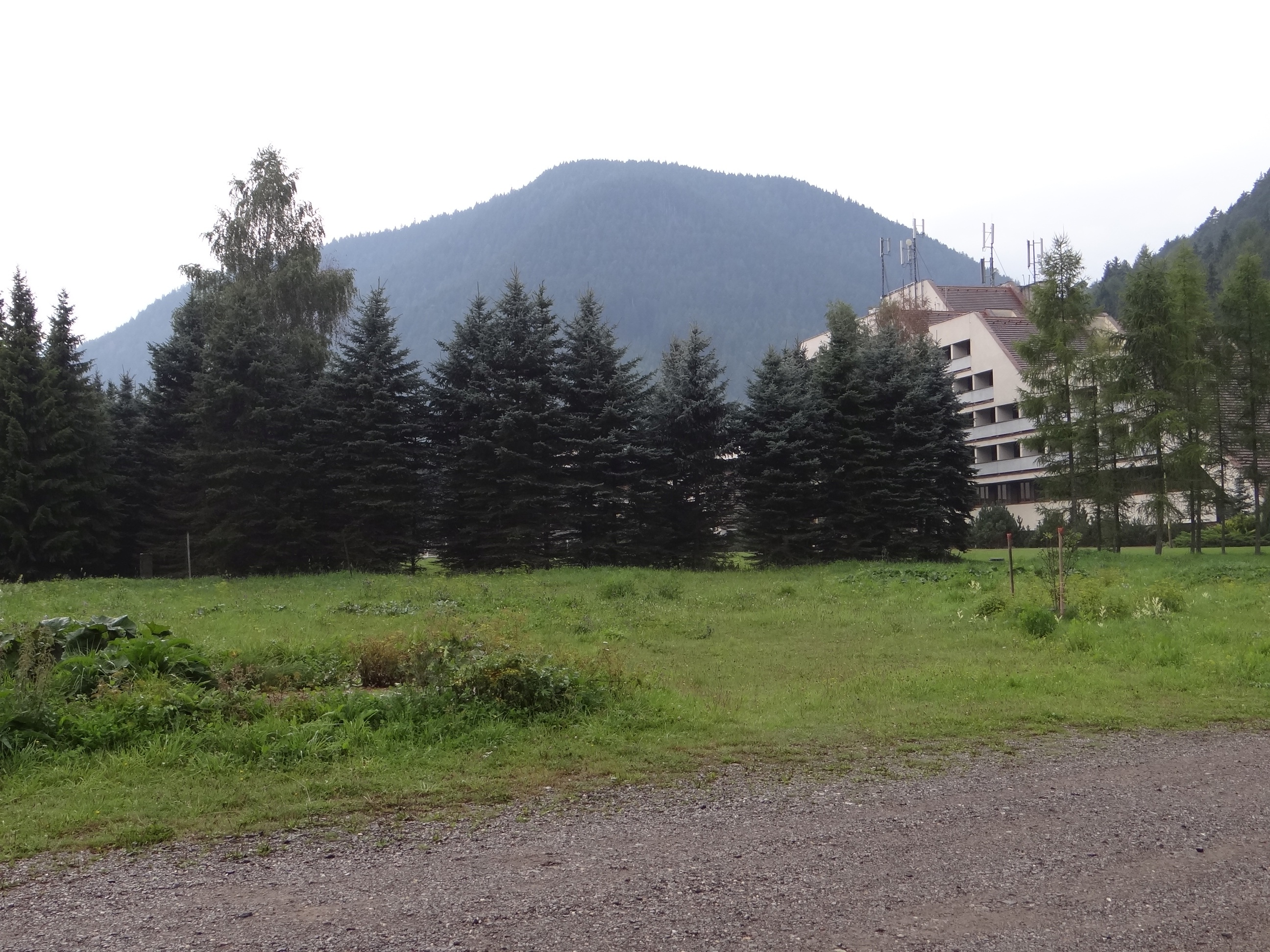
Hotel Bystrá

Szlaki turystyczne
  Liptovský Ján – Jánska dolina – schronisko Štefanika. Odległość 16,1 km, suma podejść 1105 m, suma zejść 35 m, czas przejścia: 4.20 h. Czas przejścia: 5 h (z powrotem 4 h)
  Liptovský Ján – Javorovica – sedlo Rakytovica – skrzyżowanie ze szlakiem niebieskim. Odległość 2,7 km, suma podejść 430 m, suma zejść 20 m, czas przejścia: 1,20 h (z powrotem 55 min)
  Pred Bystrou – Javorie – Krčahovo (skrzyżowanie z zielonym szlakiem do Lúčký). Odległość 7 km, suma podejść 620 m, suma zejść 445 m, czas przejścia: 2.50 h (z powrotem 2.30 h)
  Stanišovska dolina, wylot – Stanišovska dolina – Stanišovské sedlo. Odległość 2,6 km, suma podejść 385 m, suma zejść 15 m, czas przejścia: 1,10 h (z powrotem 45 min)
  Pred Bystrou – Svidovské sedlo. Odległość 2,7 km, suma podejść 248 m, czas przejścia: 55 min (z powrotem 40 min)